# Kurdische Musik
Kurdische Musik ist die von Kurden als eigene kulturelle Tradition verstandene Musik, zu der verschiedenartige musikalische Formen in den als Kurdistan bezeichneten Hauptsiedlungsgebieten und in der Diaspora gehören. Die säkulare Musik besteht aus epischen Gesängen, Tanzliedern, Liedern für bestimmte zeremonielle Anlässe (Hochzeiten) und aus Arbeitsliedern. Hinzu kommt eine religiöse Musik, die nach der Religionszugehörigkeit in Sufi-Musik, Musik islamischer Sekten wie der Ahl-e Haqq und Musik der Jesiden eingeteilt wird.
In der epischen Gesangstradition werden Geschichtenerzähler (Çîrokbêj), Sänger (Stranbêj) und Barden (Dengbêj) unterschieden. Die häufigste Liedform hat zwei Strophen mit zehnsilbigen Versen. Charakteristisch für kurdische Musik sind einfache Melodien mit einem Umfang von nur drei oder vier Tönen, strophische Lieder mit derselben Dichtung und Musik am Ende jeder Strophe.
Die meisten kurdischen Lieder sind Liebeslieder. Auch Tanzmusik (Govend), Hochzeits-, Feier- und Arbeitslieder sind sehr beliebt.
Zu den Musikinstrumenten gehören die Langhalslauten Saz, Tembûr und Buzuq, die Schalenspießgeige Kemençe, die Flöte Bilûr, das zylindrische  Doppelrohrblattinstrument Dûdûk, die Zylindertrommel Dehol und die Kegeloboe Zurna. In der jesidischen, kakaischen (Ahli-Haq) und alevitischen Religion wird bei Zeremonien die Langhalslaute Tembûr für religiöse Lieder benutzt. Für Jesiden hat außerdem die Längsflöte Schebab eine religiöse Bedeutung.
In der modernen Popmusik spielen elektronische Instrumente, Verstärker und Keyboard eine Rolle, besonders bei Hochzeiten und anderen Feierlichkeiten.

## Autonome Region Kurdistan
Bis Saddam Hussein an die Macht kam, war kurdische Musik überall erlaubt. Nach und nach wurde jede suspekte Musik verbannt, worauf sich ein Schwarzmarkt entwickelte. Der Sänger Ali Mardan war berühmt unter den irakischen Kurden. Erdewan Zaxoyi, der auch während des Regimes von Saddam Hussein in kurdischer Sprache sang, wurde deswegen entführt und ist spurlos verschwunden.
Irakische Sänger sind:
- Zakaria Abdulla
- Erdewan Zaxoyî
- Bahjat Yahya
- Kawes Axa
- Semir Ebdulla
- Bilind Ibrahim
- Tara Jaff
- Karim Kaban
- Adnan Karim
- Kamaran Omar
- Hessen Sherif
- Heminderya
- Xider Faqir
- Qapal
- Xelil Singali
- Dexil Singali

## Iran
Im Iran wurde kurdische Musik im Gegensatz zu anderen kurdischen Medien lange als politisch gefährlich betrachtet und daher besonders beobachtet. Die kurdische Musik unterscheidet sich hier durch den Einfluss der persischen Musik. Meistens werden Instrumente wie Daf und Saz benutzt. Die kurdischen Ahli-Haq praktizieren Sufi-Musik.
Die bekanntesten kurdischen Sänger sind:
- Ali Akbar Moradi
- Hesen Zîrek
- Kamkars-Gruppe bestehend aus Arsalan und Hooshang Kamkar
- Mezheri Xaleqi
- Muhammad Mamle (klassische kurdische Musik)
- Nasir Rezazî

Kurden mit Einfluss auf die persische Musik:
- Kayhan Kalhor
- Said Ali Asghar Kurdistani
- Shahram Nazeri

## Rojava
| - Abbas Ahmed - Abdul Basit Darî - Abdul Qadir Silêman - Adnan babê Hêço - Adnan Dilbirîn - Adnan Seîd - Alî Sofî - Aram Tigran - Beha Şêxo - Bengîn - Ceger Abdulrahman - Ciwan Haco - Emîn Sebrî |  | - Hisên Salih - Husein Şakir - Ibrahim Khalil - Imad Selim - Koma Melek - Mehmûd Ezîz - Merwan Sebrî - Mesûd Silêman - Mihemed Şêxo - Mustefa Xalid - Nizar - Nȗhat - Ronî Can |  | - Rûbar Hesso - Saîd Gabarî - Sefqan - Seîd Yûsiv - Seîd Xan - Şeîda - Selah Osê - Selah Resûl - Sero Bete - Sevo Derbas - Şevger |  | - Xelîl Derbas - Xelîl Xemgîn - Xêro Abbas - Xesan - Xuşnav Têlo - Zoro S.Yusif - Zubêr Salih |  |

## Türkei
Kurdische Musik war in der Türkei aufgrund des Sprachverbots lange Zeit verboten. Dennoch hatten kurdischstämmige Sänger wie Ibrahim Tatlises und Ahmet Kaya, die auf Türkisch sangen, auch in der türkischen Öffentlichkeit einen hohen Bekanntheitsgrad. Der Sänger Şivan Perwer verfasste seine Lieder auf Kurdisch und musste deshalb lange Zeit im Exil leben. Kurdische Musik wird in der türkischen Medienlandschaft, bis auf wenige Ausnahmen, bewusst ignoriert und beschränkt sich bis heute auf vor allem die wenigen kurdischen Sender. Erst im Mai 2005 wurde kurdische Musik bei Wahlkampagnen wieder erlaubt.
Kurdischstämmige Künstler, die auf kurdisch und/oder auf Türkisch singen:
| - Abdullah Papur - Ahmet Aslan - Ahmet Kaya - Alişan - Ali Baran - Arzu Şahin - Aynur Doğan - Beytocan | - Bilal Sonses - Burhan Çaçan - Ceylan Avcı - Destan Dogan - Dilber Ay - Diyar - Ebru Yaşar - Emrah | - Erdoğan Emir - Eyşe Şan - Ferhat Göçer - Ferhat Tunç - Gökhan Doğanay - Heja - Hemê Hacî - Hozan Canê - Hülya Avşar | - Ibrahim Rojhilat - Ibrahim Tatlises - İntizar - Mahsun Kırmızıgül - Mikail Aslan - Nihat Doğan - Nilüfer Akbal - Nizamettin Ariç | - Özcan Deniz - Rojda Aykoç - Rojhan Beken - Rojîn Ülker - Şehrîbana Kurdî - Servet Kocakaya - Şivan Perwer - Yıldız Tilbe | - Yusuf Harputlu - Zelemele |

Die bekanntesten kurdischen Musikgruppen aus der Türkei:
- Agirê Jîyan
- Hozan Veysi Emer
- Koma Amed
- Koma Bira
- Koma Bedil
- Koma Berxwedan
- Koma Botan
- Koma Çarnewa
- Koma Dengê Azadî
- Koma Fakira
- Koma Hezex
- Koma Jiyan
- Koma Rewsen
- Koma Rozerin
- Koma Zerdest

## Armenien
- Karapetê Xaço
- Ruhi Su

## Politische Musik
Kurdische Musik dient dem Bewusstsein einer kurdischen Identität und wird daher auch für politische Anliegen eingesetzt. Junge Musiker, die sich der PKK angeschlossen haben, nehmen in den Bergen Lieder auf. Ihre Lieder bedienen sich der verschiedensten Quellen und Genres mit meist populären musikalischen und sprachlichen Merkmalen. Zentral in den Texten kurdischer Guerilla-Musik sind der Wunsch nach Freiheit des kurdischen Volkes und das Leid und Leben der Guerillas. Hierfür bilden die Berge und Täler, in welchen sich die Guerilla aufhält, eine besondere Inspirationsquelle. Viele dieser jungen Musiker verloren im Kampf gegen türkische oder iranische Sicherheitskräfte ihr Leben und werden unter anderem durch ihre Lieder als Märtyrer gefeiert. Einige der wichtigsten Künstler der kurdischen Guerilla-Musik sind:
- Hozan Dîno (* 1969)
- Hozan Serhat (Süleyman Alpdoğan, 1970–1999)
- Hozan Sefkan (Serhat Demirtürk)
- Dibistana Sehid Sefkan (Musikgruppe nach dem Märtyrer Sekfan benannt: Lieder wie Denge Zerdest)
- Delila (Şenay Güçer: Lieder wie Zilan, Her Se Jinen Azad), im Gefecht umgekommen im Jahre 2007
- Mizgîn (Gurbet Aydin)
- Koma Awazê Cîya (Musikgruppe: Lieder wie Oramar oder Destana Zape)